# L'Énigme du retour
L'Énigme du retour est un roman de Dany Laferrière paru le 2 septembre 2009 aux éditions du Boréal et aux éditions Grasset et ayant reçu le prix Médicis la même année.

## Historique
Le 4 novembre 2009 ce roman est récompensé par le Prix Médicis par quatre voix contre une à Alain Blottière pour Le Tombeau de Tommy et une à Justine Lévy pour Mauvaise Fille. Selon Alexis Nouss, il s'agit d'un « ouvrage truffé de remarques sur l'expérience exilique ».

## Titre
Le titre fait référence à L’Énigme de l’arrivée de V. S. Naipaul.

## Résumé
Alors qu'il est en exilé au Canada, à Montréal, le narrateur Windsor Laferrière, un écrivain haïtien, apprend le décès de son père à New York. Sa décision de ramener la dépouille du défunt dans leur ville natale de Barradères en Haïti pour les funérailles est l'occasion d'un voyage dans son pays après une longue absence.

## Distinctions
- Prix Médicis 2009
- Grand prix du livre de Montréal 2009
- Prix des libraires du Québec 2010
- Sélection au prix littéraire des collégiens 2010[4]
- Meilleur roman français de l'année 2009 au classement annuel des Meilleurs livres de l'année du magazine Lire

## Éditions
France
- Dany Laferrière, L'Énigme du retour : roman, Paris, Éditions Grasset, 2 septembre 2009, 301 p. (ISBN 978-2-246-74891-5, BNF 42036147)
- Dany Laferrière, L'Énigme du retour, Paris, Librairie générale française, coll. « Le Livre de poche » (no 32035), 5 janvier 2011, 279 p. (ISBN 978-2-253-15660-4, BNF 42437754)

Canada
- Dany Laferrière, L'Énigme du retour, Montréal, Éditions du Boréal, 15 septembre 2009, 296 p. (ISBN 978-2-7646-0670-4)
- Dany Laferrière, L'Énigme du retour, Montréal, Éditions du Boréal, coll. « Boréal Compact », 7 décembre 2010, 296 p. (ISBN 978-2-7646-2079-3)

Audiolivres
- Dany Laferrière (auteur et narrateur), L'Énigme du retour, Paris, Audiolib, 17 mars 2010 (ISBN 978-2-35641-218-8, BNF 42163843)Support : 1 disque compact audio MP3 ; durée : 5 h 48 min environ, y compris un entretien d'environ 11 min avec l'auteur ; référence éditeur : Audiolib 25 0254 0